# Esmeralda (balet)
 Esmeralda  (titlul original: în franceză La Esmeralda) balet în trei acte și șase tablouri compusă de Cesare Pugni, coregafia originală semnată de Jules Perrot.
Libretul a fost scris de Jules Perrot, după romanul „Notre-Dame de Paris“ de Victor Hugo. O versiune revizuită a libretului a fost scrisă de Vasili Tihomirov și Vladimir Burmeister iar a muzicii de Reinhold Glier și Serghei Vasilenko. Decorurile și costumele aparțin lui W. Grieve și Copère.
Premiera a avut loc la 9 martie 1844, la „Her Majesty's Theatre“ în Londra, cu Carlotta Grisi și Jules Perrot în rolurile principale. O altă versiune din 1886 a fost coregrafiată de Marius Petipa în St. Petersburg, considerată versiune clasică.

## Personaje
- Mama Gudula – o țigancă
- Esmeralda – fiica ei
- Quasimodo – clopotarul
- Claude Frollo – un tânăr preot, îndrăgostit de Esmeralda
- Phoebus de Chateaupers – căpitan de gardă
- Fleur de Lys – logodnica căpitanului de gardă Phoebus de Chateaupers
- Pierre Gringoire – nefericita victimă a unui jaf
- Clopin Trouillefou – șeful cerșetorilor
- două prietene ale lui Fleur de Lys
- cumetre, popor al Parisului, soldați, aristocrați, țigani, țigănci